# ミッツ・マングローブのOSAKA・ん!メガミックス
『ミッツ・マングローブのOSAKA・ん!メガミックス』（ミッツ・マングローブのおさかんメガミックス）は、MBSラジオで2024年4月4日から「夕方もポチっとMラジ」木曜日（15:00 - ナイターオフは18:00、ナイターシーズンは17:54）枠で放送されているラジオ番組である。愛称は『おメガミ』。
2023年度のナイターオフ期間中の2023年11月9日から2024年3月28日まで「不惑のMラジ」の木曜枠で18:00 - 20:00に放送されていた『ミッツ・マングローブのかしこラジオ』の事実上の後継番組となる。

## 概要
2024年4月4日開始。『かしこラジオ』の事実上の後継番組となり、『かしこラジオ』と同じく3月28日まで同時間に放送され、フリーアナウンサーの山本浩之がメインパーソナリティを務めていた『茶屋町ヤマヒロ会議』の終了に伴い新たに当枠で開始される。
メインパーソナリティは『かしこラジオ』から引き続きミッツ・マングローブが務め、パートナーには『かしこラジオ』時代に3度パートナーを担当したMBSアナウンサーの亀井希生が務める。
『かしこラジオ』時代と同様、放送後は毎週番組の公式YouTubeに権利関係が複雑な音楽部分をカットした放送内容が配信されており、過去のアーカイブ放送を聴くことができる。また、放送内容の配信から数日後には生放送終了後のミッツと亀井の「おメガミ ボーナストラック」と題したアフタートークの模様も配信される。
ミッツは当番組出演翌日の毎週金曜日には当番組及び前身番組の『かしこラジオ』の出演開始前からレギュラーとしてTOKYO MXで制作・生放送されている『5時に夢中!』に出演しているため当番組の生放送終了後すぐに帰京する(出演するゲストまたは状況によってはミッツのみ東京支社のスタジオまたはリモートで出演する)。

## 放送時間
- プロ野球シーズン期間中
  - 木曜15:00 - 17:54
- プロ野球シーズンオフ
  - 木曜15:00 - 18:00

## 出演者
- ミッツ・マングローブ
  - 星屑スキャットでのコンサートツアーの岡山公演による休演（2024年5月30日放送分）時は豊島美雪が代行した。
- 亀井希生（MBSアナウンサー）

## 主なコーナー・タイムテーブル
MBSラジオの公式番組表を基に作成。生放送番組のため、時刻は目安。
◎のコーナーは『夕方もポチっとMラジ』共通コーナー。
15時台
- 15:00　オープニング
  - 後述する「今週のAMリスナーズチャート」のテーマへの投稿も一緒に募集する。(16時締切)
- 15:15　インフォマーシャル
- 15:20　「今日のOSAKA・ん！部屋」(2024年7月～)
  - 毎週、ミッツが気になる人や話題の人をお迎えしてトークを展開するコーナーで、放送開始の4月から6月まではNHK紅白歌合戦の歴史を、時代のナンバーと共に振り返る「OSAKA・ん!紅白メガミックス」というコーナーを行っていた。(一部のゲストはここからエンディングまで出演する。)
- 15:40頃　「はぴねすくらぶラジオショッピング」◎
  - はぴねすくらぶのMC社員が、福岡市内の本社から、電話を通じて商品を紹介する。
- 15:50頃　「MBSニュース」◎
- 15:53頃　「MBS交通情報」◎
- 15:55頃　リスナーからのメッセージ紹介
  - 16時の時報後に「今週のAMリスナーズチャート」のテーマへの投稿の締め切りをお知らせする。

16時台
- 16:00頃　「輝くカリスマ昭和平成スター名鑑」（前半）
  - 昭和、そして平成に登場したスターの栄光の足跡を音楽と共に振り返り数々の伝説を令和の世代に語り継ぐコーナー。前半パート(取り上げる内容によっては後半パート)ではX（旧Twitter）を使ったクイズで抽選または最も正解の投稿が早かったリスナーにノベルティグッズをプレゼントする。
- 16:15頃　通信販売関連のインフォマーシャル／MBSラジオからのイベントやサービスの告知
- 16:20頃　「輝くカリスマ昭和平成スター名鑑」（後半）
  - 後半パートの最後には、かしこラジオで実施された「しこラジプレイバックカルチャー」と同様に終盤にはミッツ自身が作成したメドレーを流す。
- 16:40頃　「ジャパネットたかたラジオショッピング」（2025年4月以降）◎
  - 『こんちわコンちゃんお昼ですょ!』と同様に女性のショッピングキャスターが電話で出演。番組開始当初から2024年9月までは「日本直販トク選ラジオショッピング」を、2024年10月から2025年3月までは「快適生活ラジオショッピング」をこの時間に行っており女性のショッピングキャスターがスタジオか電話で出演していた。
- 16:47頃　「お天気のお知らせ」◎
- 16:48頃　リスナーからのメッセージ紹介・フリートーク・クイズの正解とノベルティグッズの当選者発表
- 16:51　ポチっとMini枠◎

17時台
- 17:00頃　「MBS交通情報」◎
- 17:03頃　「今週のAMリスナーズチャート」
  - 世の中に存在する、あらゆる音楽チャートを洗い直し番組オリジナルのチャートをリスナーと共に作り上げるコーナー。テーマの内容によっては同率順位が多くなることが特徴。また1位の発表前に少数意見の曲も取り上げる。
- 17:32頃　『ネットワークトゥデイ』◎
- 17:40頃　リスナーからのメッセージ紹介・ミッツからのライブなどの告知
- 17:43 - 17:45　『地震防災メモ / 気象一口メモ』◎

- 17:46頃　エンディング
  - 次週の「AMリスナーズチャート」のテーマの発表とそのテーマへの投稿の募集をしたり、当日放送分と「おメガミ ボーナストラック」のYouTubeへの配信の告知もここで行う。